# Baeoura nilgiriana
Baeoura nilgiriana är en tvåvingeart som först beskrevs av Alexander 1951.  Baeoura nilgiriana ingår i släktet Baeoura och familjen småharkrankar. Inga underarter finns listade i Catalogue of Life.